# 多保孝一
多保 孝一（たぼ こういち、1982年2月11日 - ）は、日本の作曲家、編曲家、音楽プロデューサー。愛媛県今治市出身。TinyVoice Production所属。

## 略歴
中学生の頃、楽器経験の無いまま作曲に目覚める。高校1年生の時に初めてのアコースティック・ギターを入手。作曲に没頭する日々の中、高校2年生の時に「愛をこめて花束を」の原型となる楽曲を作曲。松山大学経営学部卒業。使用しているデジタル・オーディオ・ワークステーションは、スタインバーグ社製Cubase。
2003年、大学サークル内で越智志帆とSuperflyを結成。
2007年4月、Superflyのメインソングライター兼ギタリストとしてワーナーミュージックジャパンからメジャー・デビュー。11月、作家活動に専念するために作曲・編曲家へ転向。
2009年、日本レコード大賞にて、全楽曲に携わったSuperflyの『Box Emotions』が優秀アルバム賞を受賞。
2011年、作曲・編曲を手掛けたSuperflyの「Wildflower」が2010年のJ-WAVE年間ベストソングを受賞。2013年までSuperflyのメインソングライターとしてほぼ全楽曲の作曲・編曲を担当。
2013年、Superflyプロジェクトを卒業。翌2014年より本格的にプロデュース業へ進出。
2015年、フジテレビジョン月9ドラマ『デート〜恋とはどんなものかしら〜』主題歌、chay「あなたに恋をしてみました」を作曲・編曲・プロデュース。iTunes・レコチョクシングルチャートで首位を獲得。有線の発表した「2015 年間USENヒットランキング」では第2位を獲得。
2017年、生まれ故郷のサッカークラブで、元日本代表監督の岡田武史がオーナーを務めるFC今治のテーマソング『栄光の航海(Sailing)』を発表。
2020年、木村拓哉初ソロアルバム『Go with the Flow』に、稲葉浩志とのタッグによるリードトラック「One and Only」を作曲・編曲。オリコンとビルボード双方のチャートにて首位を獲得。
2022年、編曲・プロデュースを手掛けた にしなのシングル『ケダモノのフレンズ』がTikTokで話題となり、TikTok週間1位を獲得。

## 手掛けたアーティスト
- Superfly
- 木村拓哉
- 家入レオ
- 三浦大知
- chay
- にしな
- 上白石萌音
- 坂本真綾
- 有安杏果
- 大原櫻子
- moumoon
- flumpool
- 一青窈
- DAOKO
- 渡辺美里
- Drop's
- 山本彩
- May'n
- 伊藤美来
- 内田雄馬
- JUNNA
- シャリース
- Rihwa
- Machico
- 佐藤竹善
- 杏子

## 提供作品

### 作詞・作曲
- Superfly「愛をこめて花束を」
- 三浦大知「DIVE!」
- moumoon「未来よ、私を追いかけろ」

### 作詞・作曲・編曲・プロデュース
- Superfly 「マニフェスト」
- 家入レオ 「Hello To The World」「恍惚」
- Machico 「1ミリ Symphony」

### 作詞・作曲・編曲
- Superfly 「ハロー・ハロー」「1969」「Welcome To The Rockin' Show」「孤独のハイエナ」「Morris」
- ファーストサマーウイカ 「最高のギフト」

### 作曲・編曲・プロデュース
- chay 「あなたに恋をしてみました」「好きで好きで好きすぎて」「運命のアイラブユー」
- 家入レオ 「僕たちの未来」「さよならSummer Breeze」「そばにいて、ラジオ」「Every Single Day」
- 上白石萌音 「Sunny」
- 大原櫻子 「Close to you」「Joy & Joy」
- flumpool 「NEW DAY DREAMER」「勲章」
- Rihwa 「MY LIFE IS BEAUTIFUL ～１パイントの勇気～」
- Drop's 「Cinderella」「毎日がラブソング」
- 内田雄馬 「Horizon」
- 山本彩「ラメント」

### 作曲・編曲
- 木村拓哉 「One and Only」
- Superfly 「Alright!!」「How Do I Survive?」「Dancing On The Fire」「Hi-Five」「やさしい気持ちで」「i spy i spy」「愛と感謝」「Searching」「誕生」「See You」「Oh My Precious Time」「凛」他多数
- 小倉唯 「Brand-new-Road」
- 渡辺美里 「Ray of light」「冒険者たち ～エターナルサンシャイン～」
- 伊藤蘭 「恋するリボルバー」
- 寺岡呼人 「Japan As No.1!!」

### 作曲・編曲 (Basic Arr.)
- Superfly 「Wildflower」「Beep!!」「Sunshine Sunshine」「Eyes On Me」「あぁ」「輝く月のように」「Bi-Li-Li Emotion」「Live」「Force」「The Bird Without Wings」「愛をくらえ」「919」「スタンディングオベーション」「Rollin' Days」「さすらいの旅人」「Free Planet」「Roll Over The Rainbow」「Deep-sea Fish Orchestra」「Fly To The Moon」他多数

### 作曲・プロデュース
- chay 「それでしあわせ」「恋のはじまりはいつも突然に」
- 家入レオ 「それぞれの明日へ」「I Wish」「シティボーイなアイツ」
- JUNNA 「Be Your Idol」
- 内田雄馬 「JOURNEY」
- 杏子 「One Flame, Two Hearts」「VIOLET」

### 作曲
- Superfly 「My Best Of My Life」「恋する瞳は美しい」「春のまぼろし」「愛に抱かれて」「I Remember」「嘘とロマンス」他多数
- シャリース 「New World」
- 大原櫻子 「Over The Rainbow」
- 坂本真綾 「失恋カフェ」「Private Sky」
- 有安杏果 「feel a heartbeat」
- 一青窈 「蛍」
- DAOKO「拝啓グッバイさようなら」
- 伊藤美来 「恋はMovie」
- JUNNA「Shooting Star」「わたしだけの地図～Shooting Star～」

### 編曲・プロデュース
- にしな 「ケダモノのフレンズ」
- 木村拓哉 「10月の恋人たち（Lovers in October）」
- 佐藤竹善 「After The Rain」「Please Come Home For Christmas」